# 白金高輪駅
白金高輪駅（しろかねたかなわえき）は、東京都港区高輪一丁目にある、東京地下鉄（東京メトロ）・東京都交通局（都営地下鉄）の駅である。

## 概要
東京メトロ南北線と、都営地下鉄三田線が乗り入れている。改札は共用となっており、東京メトロと東京都交通局の共同使用駅である（東京メトロの管轄）。なお、当駅から目黒駅までの間は南北線・三田線の重複（共用）区間であり、この区間は東京メトロが第一種鉄道事業者、東京都交通局が第二種鉄道事業者となっている。
駅番号は南北線がN 03、三田線がI 03となっている。

## 歴史
- 2000年（平成12年）9月26日：開業[1][2]。
- 2003年（平成15年）夏：駅冷房を設置[5]。
- 2004年（平成16年）
  - 4月1日：帝都高速度交通営団（営団地下鉄）民営化に伴い、当駅は東京地下鉄（東京メトロ）に継承される[6]。
  - 11月1日：白金高輪駅自転車駐輪場の供用開始[7]。
- 2005年（平成17年）11月30日：白金アエルシティ開業に伴い、4番出入口の供用開始。
- 2007年（平成19年）3月18日：ICカード「PASMO」の利用が可能となる[8]。
- 2015年（平成27年）3月12日：発車メロディを変更[9]。

### 駅名の由来
「しろがねたかなわえき」と読まれる場合もあるが、当駅の正しい読み方は「しろかねたかなわえき」であり、濁音は付かない。
この駅名は、複数の地名「白金」と「高輪」に由来する。他の例では若松河田駅、落合南長崎駅、溜池山王駅、小竹向原駅、清澄白河駅、牛込神楽坂駅などと同様の複合駅名であり、「白金高輪」と称する地名そのものは存在しない。開業前の仮称は「清正公前駅」となっていた。
清正公前の仮称は1967年（昭和42年）まで存在した都電の停留場に由来し、その後も都バスの停留所名として現存していたため、決定に近い仮称だったとされる。南北線の開通の見通しがたった当初より配布されていた首都圏地下鉄路線図（開通前で南北線は路線が点線表示）にも駅名は清正公前として載せられ、車両の行先表示にも「清正公前」表示が用意されていた。
しかし、清正公（覚林寺）は駅から少し離れており、白金台にある。対して、白金高輪駅は白金と高輪の境界にある。加えて、白金台には南北線白金台駅ができる予定で、駅名を清正公前にすると白金あるいは高輪に関係した名前の駅ができず、白金台区域の地名表示駅が二つできることになる。また、地元の一部では「魚籃坂」、「白金一丁目」、「白金志田町」を駅名にしようとする動きもあった。紆余曲折を経た結果、地元の町会が「白高町会」に改名されていることにも因み、二地区の住所表示を取り入れた現在の駅名に至っている。

## 駅構造
島式ホーム2面4線を有する地下駅。外側2線を三田線、内側2線を南北線が使用し、方向別に配置されている。両路線の目黒方面から来た列車が同じホーム（1・2番線）に、目黒方面への列車も同じホーム（3・4番線）に発着する構造のため、同じ方向の列車間の乗り換えをスムーズに行うことができる対面乗り換え駅である。
地下1階は駅事務室や改札口、乗務員事務室（白金高輪運転事務室）など、地下2階は信号通信機器室や電気室、変電所（東京都交通局白金高輪変電所）、地下3階はホームとなっている。東京メトロ・都営地下鉄でプラットホームと改札口を共用している。このため、中間改札なしで乗換が可能となっている。この点は西隣の白金台駅も同様である。
改札階とホーム階の間には、エスカレーターとエレベーターが設置されている。それ以外にもエスカレーターは改札外コンコースと各出入口間を、エレベーターは改札外コンコースと1・2番出入口を連絡している。トイレは改札内にあり、多機能トイレも併設されている。ホームにはフルスクリーンタイプのホームドアが設置されている。
自動券売機は東京メトロと都営地下鉄の2種類のものが設置されているので、目的地に応じた券売機を利用する必要がある（定期券は東京メトロのみ）。ただし、白金台駅・目黒駅への乗車券購入は東京メトロ・都営地下鉄のどちらのものを利用しても差し支えなく行える。また過去には東京メトロの定期券発売所が設置されていた。
当駅は延長約307 m、幅員約24 - 32 m、掘削深さ約32 m、掘削土量約26万6,000 m3にも及ぶ大規模な構築である。駅構築の上部には赤羽岩淵寄りに地下駐輪場（369台収容・港区立白金高輪駅自転車駐車場）を、目黒寄り（渡り線部）は建設省→国土交通省の地下駐車場（140台収容・現在は二輪車専用の白金高輪バイクイン）と東京電力の専用地下変電所が一体で構築されている。また、将来の道路のアンダーパス計画の設置スペースを確保している。
駅停車場部は約176 m、渡り線部は約130 mで、その先目黒方面への本線は単線シールドトンネル（白金換気室まで）、2本の引き上げ線は溜池山王 - 永田町間の掘削に使用したシールドマシンを再利用し建設された複線シールドトンネルである。
当駅の西側地上部には、南北線の総合事務所として「地下鉄白金高輪ビル」がある（地下1階・地上5階建て）。2000年（平成12年）9月の南北線全線開業時に建設される予定であったが、用地買収が遅れたことから完成は2003年（平成15年）7月となった。現在は白金高輪運転事務室の宿泊施設のほか、白金変電区、半蔵門線・南北線工務区白金分室、南北線電機区白金分室、南北線信通区白金分室が配置されている。また、白金高輪駅の換気塔にもなっている。
駅中心部における地表からレール面までの深さは29.8 mで、地表からホーム面までの深さは28.7 mである。南北線全駅では後楽園駅（深さ37.5 m）に続いて2番目に深い駅である（3番目は隣駅の白金台駅 28.3 m）。東京地下鉄全駅では8番目に深く、偶然だが都営地下鉄全駅でも8番目に深い（都営地下鉄大江戸線#駅の深さも参照）。

### のりば
| 番線 | 路線       | 行先                   |
| ---- | ---------- | ---------------------- |
| 1    | 都営三田線 | 西高島平方面           |
| 2    | 南北線     | 赤羽岩淵・浦和美園方面 |
| 3    | 南北線     | 目黒方面               |
| 4    | 都営三田線 | 目黒方面               |

（出典：東京メトロ:駅構内図・都営地下鉄:駅構内図）
- 白金台駅方に2本の引き上げ線が設けられている[19]。建設中の南北線分岐線は、この引き上げ線を営業線として延長し品川駅へ至る計画となっている（詳細は「東京メトロ南北線#延伸計画（品川駅 - 白金高輪駅間）」を参照）。
  - 南北線・三田線とも、当駅終着の列車は一旦引き上げ線に入った後、始発列車として1・2番線に入線する。この引き上げ線は東京メトロ専用、都営地下鉄専用と分けず、両線の列車が2本の線路のどちらを問わず使用する。これはラッシュ時には南北線より三田線の列車本数の方が多いことによる。なお、ラッシュ時に当駅の引き上げ線が満杯になった時の対策として、南北線で麻布十番折り返しの列車が、三田線で御成門折り返しの列車（現在は回送列車と試運転列車のみ）がそれぞれ設定されている[注 3]。
  - これとは別に異常時対応用の渡り線（両渡りシーサス）が南北線の麻布十番側に設置され、これを使用しての折り返し運転も可能となっている。この場合、引き上げ線は三田線専用となる。
- 2003年3月19日のダイヤ改正では、昼間時間帯に目黒 - 白金高輪間を増発により埼玉高速鉄道線浦和美園および三田線西高島平方面からの列車のそれぞれおよそ半分が当駅終着とし、一方の路線で当駅終着となる列車のほぼすべてがもう一方の路線の目黒方面行の列車に接続するようになり、当駅での時間調整を減らした。同様に目黒方面からの一方の路線の列車はもう一方の路線の始発列車に接続していた[20]。しかし、2008年6月22日のダイヤ改正により両方向とも東急目黒線武蔵小山駅での緩急接続が増えたため、当駅での列車の接続は減少した[注 4]。
- 2003年11月1日に浦和美園 - 高島平間で運行された特別列車「くるっトレイン」は、乗客を乗せた状態で当駅の引き上げ線で進行方向を変えて南北線から三田線に移った（車両は東京急行電鉄）[21]。

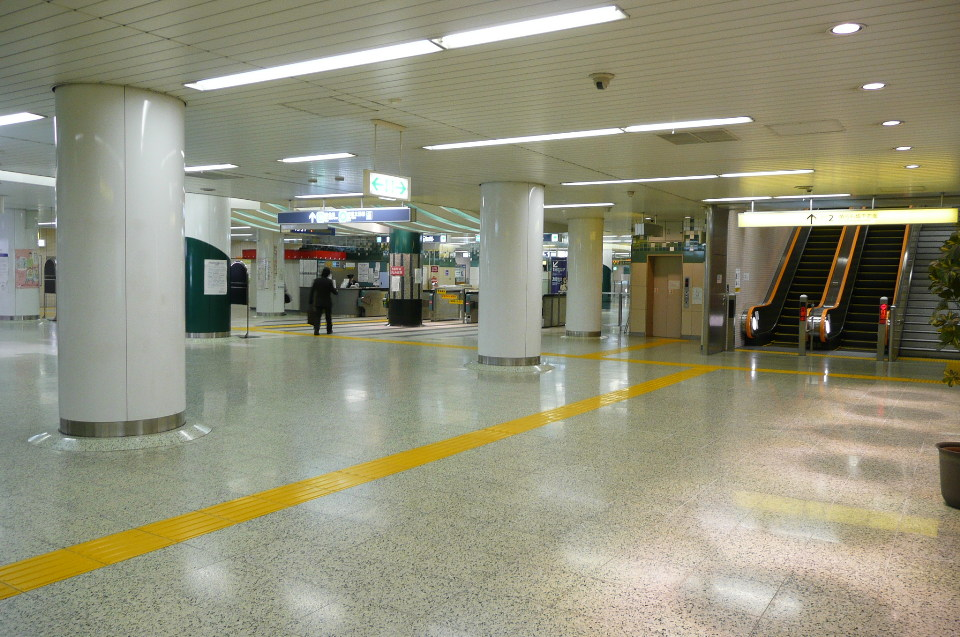
コンコース階・正面奥が改札口（2007年4月）
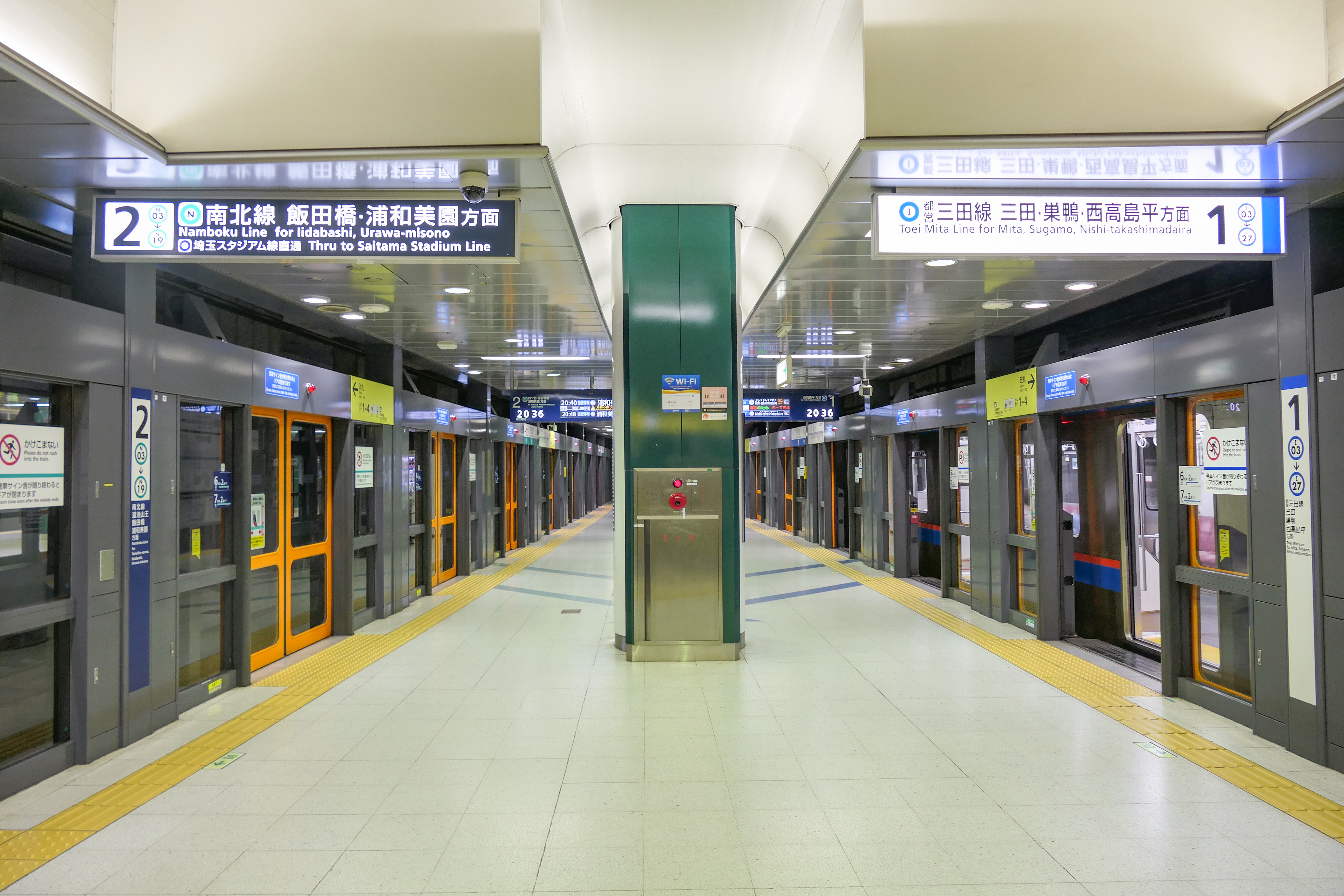
1・2番線ホーム（2022年5月）
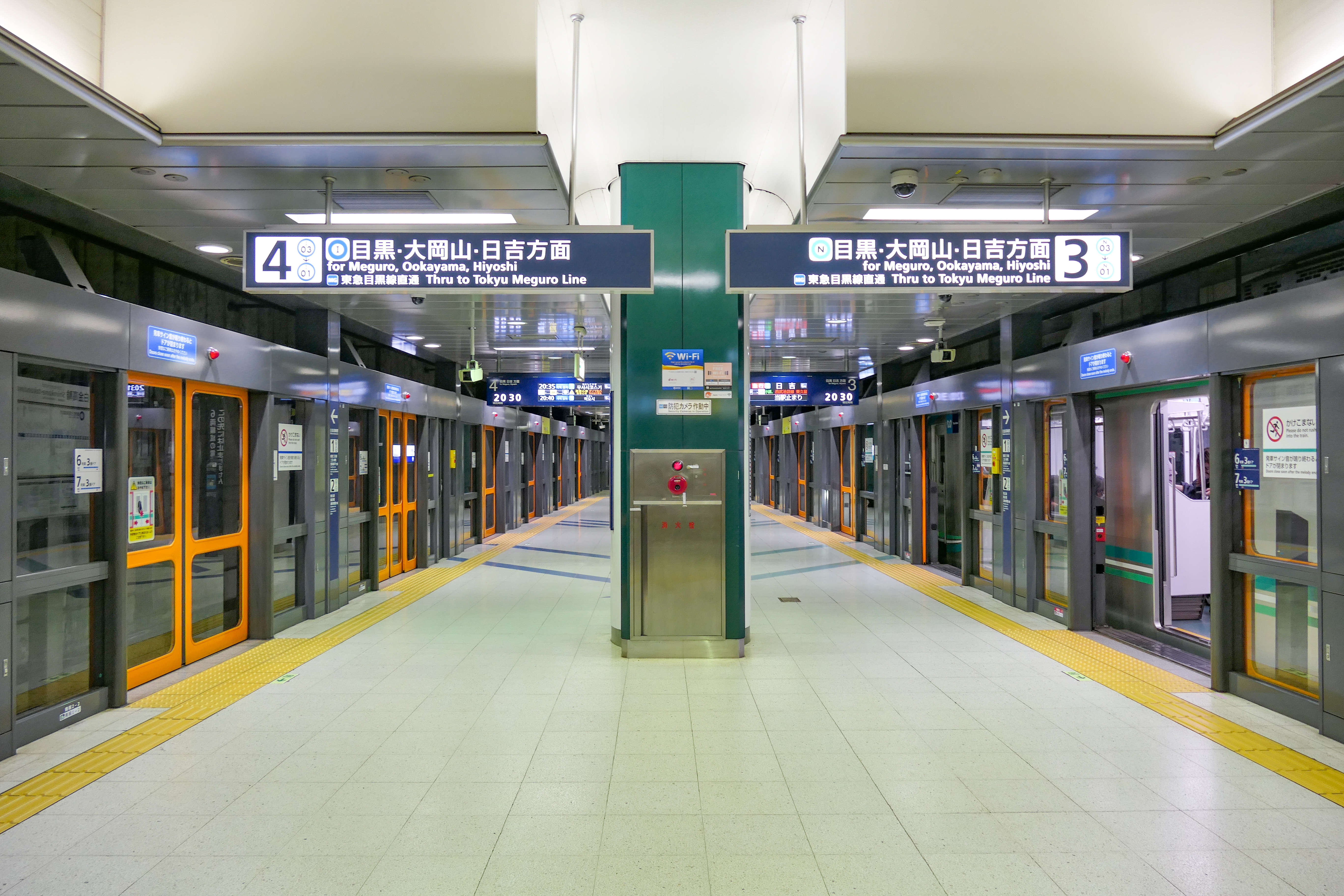
3・4番線ホーム（2022年5月）

### 配線図
| ← 目黒・武蔵小杉 ・日吉・新横浜 ・西谷・海老名・湘南台 方面 | 東京地下鉄（東京メトロ）・東京都交通局（都営地下鉄） 白金高輪駅 鉄道配線略図 | → 永田町・駒込 ・赤羽岩淵・ 浦和美園 方面 |
| | ↓ 大手町・春日・巣鴨・ 西高島平 方面                                         |                                           |
| 凡例 出典:* 以下を参考に作成。 ** 久多羅木吉治（帝都高速度交通営団建設本部設計部計画課）「東京圏の鉄道網整備 各線の概要 帝都高速度交通営団南北線／半蔵門線延伸・13号線」『鉄道ピクトリアル』第50巻第4号（通巻第683号）、電気車研究会、2000年4月1日、55頁、ISSN 0040-4047、全国書誌番号:00015757。 |                                                                              |                                           |

### 発車メロディ
開業時から吉村弘作曲の南北線・三田線全駅共通の発車メロディ（発車サイン音）を使用していたが、2015年3月12日にスイッチ制作の当駅オリジナルのメロディに変更されている。
| 番線 | 路線       | 曲名                 | 作曲者   |
| ---- | ---------- | -------------------- | -------- |
| 1    | 都営三田線 | つかの間の           | 福嶋尚哉 |
| 2    | 南北線     | 躍動する都会         | 山崎泰之 |
| 3    | 南北線     | エメラルド・グリーン | 福嶋尚哉 |
| 4    | 都営三田線 | 素敵なお店           | 山崎泰之 |

## 利用状況
- 東京メトロ - 2024年度の1日平均乗降人員は36,926人である[メトロ 1]。
白金台駅、目黒駅、東急目黒線方面の乗降人員を含む値である。
- 都営地下鉄 - 2023年度の1日平均乗降人員は23,526人（乗車人員：11,621人、降車人員：11,905人）である[都交 1]。
白金台駅、目黒駅、東急目黒線方面の乗降人員を含まない値である。

### 年度別1日平均乗降人員
開業以降の1日平均乗降人員は下表の通りである。
| 年度               | 営団 / 東京メトロ | 営団 / 東京メトロ | 都営地下鉄       | 都営地下鉄 | 出典         | 出典       |
| 年度               | 1日平均 乗降人員  | 増加率            | 1日平均 乗降人員 | 増加率     | メトロ       | 交通局     |
| ------------------ | ----------------- | ----------------- | ---------------- | ---------- | ------------ | ---------- |
| 2002年（平成14年） | 18,916            |                   |                  |            |              |            |
| 2003年（平成15年） | 21,053            | 11.3%             | 15,406           | 9.9%       |              |            |
| 2004年（平成16年） | 22,714            | 7.9%              | 16,208           | 5.2%       |              |            |
| 2005年（平成17年） | 25,423            | 11.9%             | 17,467           | 7.8%       |              |            |
| 2006年（平成18年） | 30,176            | 18.7%             | 20,971           | 20.1%      |              |            |
| 2007年（平成19年） | 35,917            | 19.0%             | 24,111           | 15.0%      |              |            |
| 2008年（平成20年） | 37,731            | 5.1%              | 25,534           | 5.9%       |              |            |
| 2009年（平成21年） | 38,088            | 0.9%              | 26,056           | 2.0%       |              |            |
| 2010年（平成22年） | 39,449            | 3.6%              | 26,759           | 2.7%       |              |            |
| 2011年（平成23年） | 39,497            | 0.1%              | 26,611           | −0.6%      |              |            |
| 2012年（平成24年） | 40,985            | 3.8%              | 27,595           | 3.7%       |              |            |
| 2013年（平成25年） | 39,270            | −4.2%             | 24,354           | −11.7%     |              |            |
| 2014年（平成26年） | 40,020            | 1.9%              | 24,937           | 2.4%       |              |            |
| 2015年（平成27年） | 41,406            | 3.5%              | 25,717           | 3.1%       |              |            |
| 2016年（平成28年） | 42,216            | 2.0%              | 26,433           | 2.8%       |              |            |
| 2017年（平成29年） | 42,541            | 0.8%              | 27,061           | 2.4%       |              |            |
| 2018年（平成30年） | 43,264            | 1.7%              | 28,206           | 4.2%       | [ メトロ 2 ] | [ 都交 2 ] |
| 2019年（令和元年） | 42,763            | −1.2%             | 28,223           | 0.1%       | [ メトロ 3 ] | [ 都交 3 ] |
| 2020年（令和02年） | 27,250            | −36.3%            | 17,795           | −36.9%     | [ メトロ 4 ] | [ 都交 4 ] |
| 2021年（令和03年） | 29,429            | 8.0%              | 18,789           | 5.6%       | [ メトロ 5 ] | [ 都交 5 ] |
| 2022年（令和04年） | 32,521            | 10.5%             | 20,533           | 9.3%       | [ メトロ 6 ] | [ 都交 6 ] |
| 2023年（令和05年） | 35,889            | 10.4%             | 23,526           | 14.6%      | [ メトロ 7 ] | [ 都交 1 ] |
| 2024年（令和06年） | 36,926            | 2.9%              |                  |            | [ メトロ 1 ] |            |

### 年度別1日平均乗車人員
開業以降の1日平均乗車人員は下表の通りである。
| 年度               | 1日平均 乗降人員 | 1日平均 乗車人員 | 出典          | 出典       |
| 年度               | 1日平均 乗降人員 | 1日平均 乗車人員 | 東京都        | 交通局     |
| ------------------ | ---------------- | ---------------- | ------------- | ---------- |
| 2000年（平成12年） | 5,759            | 4,396            | [ 都統計 1 ]  |            |
| 2001年（平成13年） | 8,647            | 6,058            | [ 都統計 2 ]  |            |
| 2002年（平成14年） | 9,630            | 6,978            | [ 都統計 3 ]  |            |
| 2003年（平成15年） | 10,773           | 7,743            | [ 都統計 4 ]  |            |
| 2004年（平成16年） | 11,542           | 8,169            | [ 都統計 5 ]  |            |
| 2005年（平成17年） | 13,101           | 8,893            | [ 都統計 6 ]  |            |
| 2006年（平成18年） | 15,597           | 10,712           | [ 都統計 7 ]  |            |
| 2007年（平成19年） | 18,445           | 12,029           | [ 都統計 8 ]  |            |
| 2008年（平成20年） | 19,288           | 12,697           | [ 都統計 9 ]  |            |
| 2009年（平成21年） | 19,479           | 12,877           | [ 都統計 10 ] |            |
| 2010年（平成22年） | 20,181           | 13,195           | [ 都統計 11 ] |            |
| 2011年（平成23年） | 20,178           | 13,145           | [ 都統計 12 ] |            |
| 2012年（平成24年） | 20,942           | 13,605           | [ 都統計 13 ] |            |
| 2013年（平成25年） | 20,118           | 11,943           | [ 都統計 14 ] |            |
| 2014年（平成26年） | 20,425           | 12,208           | [ 都統計 15 ] |            |
| 2015年（平成27年） | 21,112           | 12,623           | [ 都統計 16 ] |            |
| 2016年（平成28年） | 21,493           | 13,005           | [ 都統計 17 ] |            |
| 2017年（平成29年） | 21,647           | 13,319           | [ 都統計 18 ] |            |
| 2018年（平成30年） | 22,052           | 13,886           | [ 都統計 19 ] | [ 都交 2 ] |
| 2019年（令和元年） | 21,784           | 13,907           | [ 都統計 20 ] | [ 都交 3 ] |
| 2020年（令和02年） |                  | 8,782            |               | [ 都交 4 ] |
| 2021年（令和03年） |                  | 9,247            |               | [ 都交 5 ] |
| 2022年（令和04年） |                  | 10,107           |               | [ 都交 6 ] |
| 2023年（令和05年） |                  | 11,621           |               | [ 都交 1 ] |

備考
1. 1 2  2000年9月26日開業。開業日から翌年3月31日までの計187日間を集計したデータ。

## 駅周辺
1番出入口
- 高輪コミュニティーぷらざ
  - 港区役所高輪総合支所[24]
  - 港区立高輪図書館
  - 港区高輪区民センター
- 白金高輪バイクイン（オートバイ専用地下駐車場）
- シェラトン都ホテル東京[24]
- 明治学院大学白金キャンパス[24]
  - 明治学院高等学校[24]
- 東海大学高輪キャンパス
- 東海大学付属高輪台高等学校・中等部
- 高輪中学校・高等学校
- 最正山覚林寺（清正公）
- 国道1号(桜田通り)

2番出入口
- 港区地域生活支援センター
- 魚籃坂[24]
- 自転車駐輪場
- さわやか信用金庫本店営業部
- 慶應義塾女子高等学校
- 普連土学園
- 明るいビル
- スウィートパワー本社
- 国道1号(桜田通り)

3番出入口
- 白金1 - 4丁目[24]
- 北里大学白金キャンパス
  - 北里研究所病院
- 聖心女子学院初等科・中等科・高等科
- 東京消防庁高輪消防署
- 港区白金福祉会館
- 港白金三郵便局

4番出入口
- 白金アエルシティ
  - 白金タワー
  - NBFプラチナタワー
  - 白金プラザ
  - 南街区（テクノスクェア）
- 古川橋
- 白金高輪SELENE STUDIO
- 白金1・3丁目
- 南麻布2・3丁目
- 駐日イラン大使館
- 駐日フィンランド大使館

## バス路線
最寄の停留所は、国道1号（桜田通り）・目黒通り・東京都道305号芝新宿王子線にある白金高輪駅前と高輪地区総合支所前、および2出口の先にある魚籃坂下である。以下の路線が乗り入れ、東京都交通局（都営バス）、東急バス、フジエクスプレスにより運行されている。
白金高輪駅前
- 田87系統：渋谷駅前行 / 田町駅前行（都営）[25]
- 反94系統：五反田駅行（都営）[25] ※平日のみ運行
- 東98系統：清水行・等々力操車所行（東急）[26]

高輪地区総合支所前
- 港区コミュニティバス『ちぃばす』：高輪ルート 品川駅港南口方面 / 三田駅方面（フジ）[27]

魚籃坂下
- 田87系統：渋谷駅前行 / 田町駅前行（都営）[25]
- 反94系統：五反田駅行 / 赤羽橋駅前行（都営）[25] ※平日のみ運行
- 反96系統：五反田駅行・品川車庫前行 / 六本木ヒルズ行（都営）[25]
- 品97系統：品川駅高輪口行 / 新宿駅西口行・青山一丁目駅前行（都営）[25]

このほか、シェラトン都ホテル東京に東京空港交通（リムジンバス）の成田空港行、羽田空港行が発着している。
シェラトン都ホテル東京
- リムジンバス：羽田空港行
- リムジンバス：成田空港行

## 隣の駅
東京地下鉄（東京メトロ）
 南北線
白金台駅 (N 02) - 白金高輪駅 (N 03) - 麻布十番駅 (N 04)
東京都交通局（都営地下鉄）
 都営三田線
白金台駅 (I 02) - 白金高輪駅 (I 03) - 三田駅 (I 04)